# Anoplotrupes stercorosus
Anoplotrupes stercorosus (Scriba, 1791) è un coleottero della famiglia degli Geotrupidi.

## Descrizione

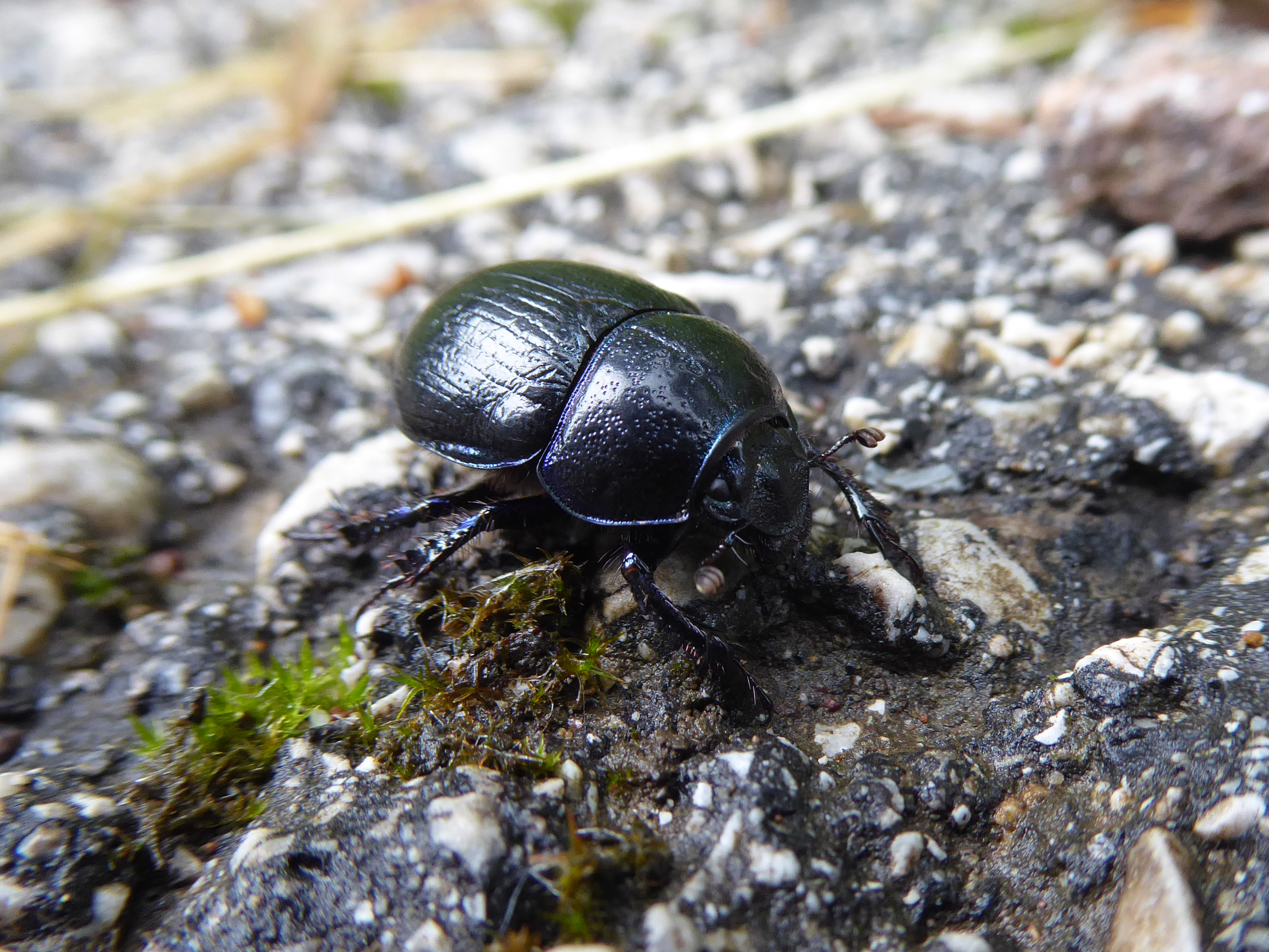
Esemplare fotografato presso Palù del Fersina (Trentino-Alto Adige, Italia)

L'adulto è di forma ovale, tozzo e bombato, con dimensioni che variano tra i 12 e i 19 mm; dorsalmente è nero, con un riflesso blu metallico ben visibile, mentre ventralmente è del tutto blu metallico.
Le elitre presentano solchi longitudinali poco marcati.

## Biologia
Gli adulti svernanti appaiono presto durante l'anno e si accoppiano in primavera; le femmine scavano quindi una tana profonda dai 7 ai 30 cm a seconda del terreno, in genere vicino o sotto a di pile di escrementi di erbivori. Le uova vengono deposte all'interno di pellet di tali escrementi e, quando disponibili, l'insetto porta nella tana anche humus in decomposizione, muschio e funghi. Le larve si sviluppano e s'impupano durante l'estate, e gli adulti emergono a fine stagione o a inizio autunno per nutrirsi; con l'arrivo della stagione fredda, fanno ritorno nelle tane da cui sono emersi per svernare.
Gli adulti sono in genere attivi al crepuscolo, ma anche durante il giorno se il clima è caldo; non è raro avvistarli volare basso sopra prati e pascoli o nei pressi dei boschi; sono attratti dalla luce.

## Tassonomia

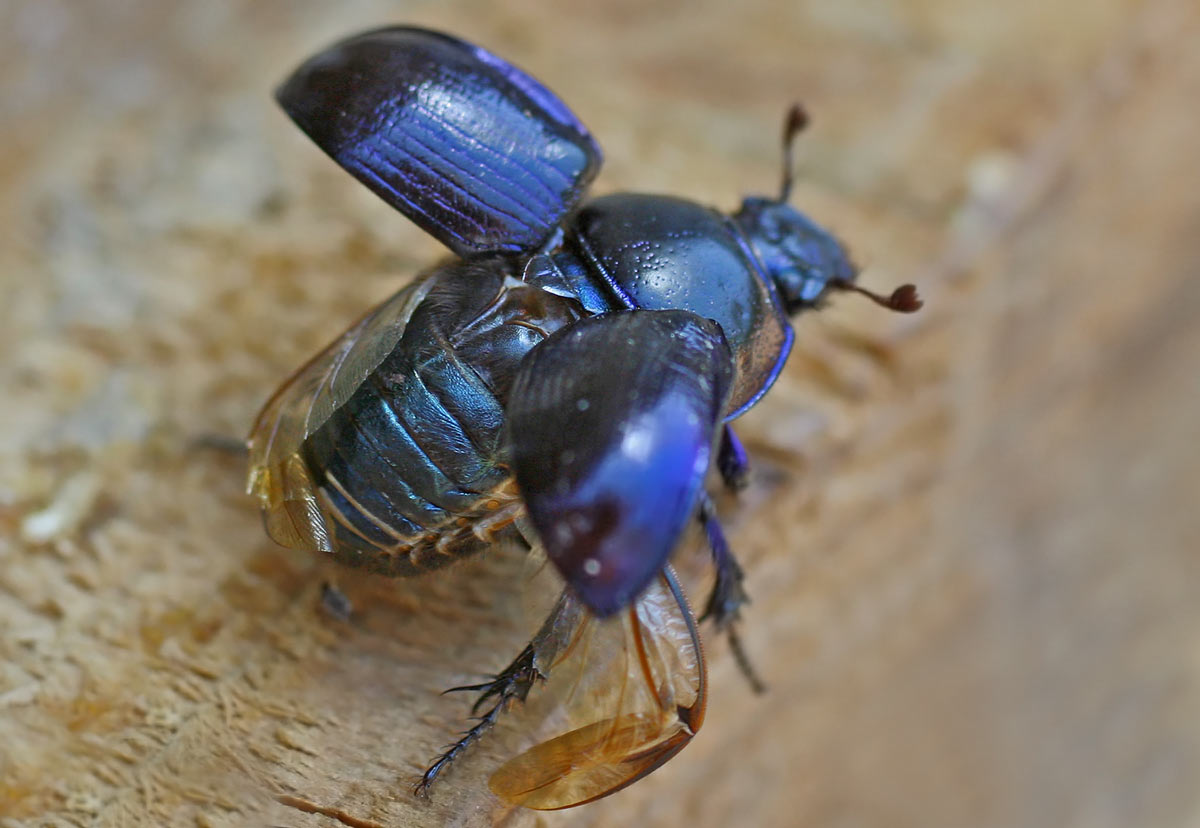
Esemplare in procinto di spiccare il volo

Della specie sono registrate alcune varianti: 
- Anoplotrupes stercorosus var. amoethystinus
(Mulsant, 1842)
- Anoplotrupes stercorosus var. nigrinus
(Mulsant, 1842)
- Anoplotrupes stercorosus var. viridis
(Dalla Torre, 1879)
- Anoplotrupes stercorosus ab. juvenilis
(Mulsant, 1842)

## Distribuzione e habitat
È diffuso in quasi tutto il territorio europeo (con l'eccezione delle aree più meridionali della penisola iberica e dei Balcani, di quelle più settentrionali della Scandinavia, e di alcune isole fra cui Islanda e Svalbard e Jan Mayen), estendendosi fino alla Siberia. È uno dei Geotrupidi più comuni in Europa, che si può ritrovare dal livello del mare sino a circa duemila metri di quota; predilige boschi e foreste, ma è possibile rinvenirlo anche in ambienti aperti.